# Olov Mårtenson
Anders Olov Mårtenson, född 27 april 1917 i Växjö, död 17 december 2002 i Snöstorps församling, Hallands län, var en svensk väg- och vattenbyggnadsingenjör.
Mårtenson, som var son till rektor Sam Mårtenson och Ruth Pettersson, avlade studentexamen 1936, reservofficersexamen 1938 och utexaminerades från  Chalmers Tekniska högskola 1943. Han blev ingenjör vid Statens geotekniska institut 1946, var ingenjör och distriktsingenjör vid Väg-  och vattenbyggnadsstyrelsen 1948–1954, avdelningschef vid Norrbottenskommunernas arkitekt- och byggnadskontor 1954–1961, blev distriktschef vid Landsbygdens Byggnadsförening och konsulterande ingenjör och arkitekt 1961, länsingenjör i Hallands län 1963 och naturvårdsdirektör i Hallands län 1971. Han var styrelseledamot i Hallands naturskyddsförening, i Skid- och friluftsfrämjandet i Halmstad och Simlångsdalens naturskyddsförening.